# Heinz Zirnbauer
Heinz Zirnbauer (* 20. Februar 1902 in Obernzell; † 29. Dezember 1982 in Germering) war ein deutscher Bibliothekar.

## Leben
Zirnbauer durchlief die Schulausbildung in Passau. Nach dem Abitur studierte er an der Ludwig-Maximilians-Universität München Musikwissenschaft. 1922 wurde er im Corps Bavaria München recipiert. Als Inaktiver wechselte er an die Universität Wien. 1927 wurde er in München zum Dr. phil. promoviert und kam zum Bibliotheksdienst. 1929 wurde er Bibliothekar in der Handschriften- und Musikabteilung der Bayerischen Staatsbibliothek und 1935 Leiter der Musiksammlung daselbst.
Seine mäßigen Examensnoten versuchte Zirnbauer durch intriganten Übereifer und politischen (nationalsozialistischen) Opportunismus zu kompensieren. Zirnbauer zählte neben Rudolf Kummer und Albert Hartmann zu den wissenschaftlichen Bibliothekaren der Staatsbibliothek, die Mitglied der NSDAP waren.:S. 288 Am 1. Mai 1933 trat er der Partei bei.:S. 291 Als Nachfolger von Kummer wurde er ab Februar 1935 vom Kultusminister Hans Schemm dem Generaldirektor Georg Reismüller als Berater in weltanschaulichen Fragen zur Seite gestellt.:S. 293 Am 23. März 1935 wurde Reismüller von der Gestapo verhaftet. Auf Anweisung von Kummer erstellte Zirnbauer eine Liste der etwa 200 in Reismüllers Büro vorgefundenen Bücher, gegliedert in NS-feindliche Bücher, Bücher über Österreich und NS-Literatur.:S. 294 Er war Vertrauensmann der NSDAP.:S. 296 Zeitweise war er als Bibliotheksexperte für die Forschungsgemeinschaft Deutsches Ahnenerbe tätig.:S. 291
Um Zirnbauer loszuwerden, sorgte der Nachfolger von Reismüller Rudolf Buttmann dafür, dass Zirnbauer 1938 Direktor der Pfälzischen Landesbibliothek Speyer wurde. Seine Rückkehr nach München verhinderte er. 1941 kam Zirnbauer als stellvertretender Direktor an die Salzburger Studienbibliothek. Er wurde 1942 zum Heer der Wehrmacht eingezogen und geriet in  Kriegsgefangenschaft.
Zirnbauer wurde 1948 entlassen und war ab 1949 Musikkritiker des Coburger Tageblatts. Von 1957 bis 1966 arbeitete er wieder im Bibliotheksdienst als Oberbibliotheksrat an der Stadtbibliothek Nürnberg.:S. 291
Für eine 1965 erschienene Publikation über mittelalterliche Handschriften hatte er den Buchschmuck beschrieben. Mit Heinz Bischoff, einem Lehrer der Staatlichen Akademie der Tonkunst in München, hatte Zirnbauer im Jahr 1938 Lautenstücke aus einer handschriftlichen Originaltabulatur (für Gitarre bearbeitet von Bischoff) des 16. Jahrhunderts herausgegeben.